# Bailliage d'Oberhasli
?–1798
Entités suivantes :
- District d'Oberhasli

Le bailliage d'Oberhasli, appelé bailliage de Hasli jusqu'au XVIe siècle, est un bailliage du Saint-Empire puis du canton de Berne.

## Histoire
L'Empereur du Saint-Empire Henri VII de Luxembourg remet le bailliage en hypothèque à la famille de Weissenbourg en 1310/1311. En 1334, Berne obtient le bailliage hypothéqué.